# Association for the Study of Modern Italy
Die Association for the Study of Modern Italy (ASMI) ist die wichtigste britische Vereinigung von Wissenschaftlern (Historikern, Politik- und Sozialwissenschaftlern, Kunsthistorikern, Wirtschaftswissenschaftlern, sowie Kultur- und Filmwissenschaftlern), die das moderne Italien als Forschungsschwerpunkt haben. 
Die ASMI wurde 1982 von Christopher Seton-Watson von der University of Oxford, dem berühmten Historiker des liberalen italienischen Staates, gegründet. Jedes Jahr führt die ASMI eine Reihe von Veranstaltungen wie Vorlesungen, Seminare, eine Summer School für Doktoranden sowie eine internationale Jahrestagung durch. Themen der bisherigen Jahrestagungen waren Emotionen, Regionalismus, die italienische Krise, Krieg und Migration. Außerdem verleiht die ASMI Preise und Forschungsstipendien. Die Mitgliedschaft steht allen Italien-Experten aus der ganzen Welt offen.

## Modern Italy
Modern Italy ist die Fachzeitschrift der ASMI und wird als eine der weltweit führenden Zeitschriften über Italien von Cambridge University Press verlegt. Modern Italy erscheint viermal pro Jahr und bringt ‘peer-reviewed’ Artikel zu den interdisziplinären Forschungsfeldern von ASMI. 

## Organisation
Die ASMI wird von einem von den Mitgliedern gewählten wissenschaftlichen Beirat gesteuert, dem ein Vorsitzender, ein Sekretär und ein Schatzmeister sowie weitere Wissenschaftler angehören. Führende Historiker haben den Vorsitz innegehabt, wie Denis Mack Smith, John F. Pollard, Russell King, David Forgacs, Perry Willson und Christopher Duggan. Der gegenwärtige Vorsitzende ist Lucy Riall.